# Marcin Sasal
Marcin Sasal (ur. 22 grudnia 1970 w Skarżysku-Kamiennej) – polski trener piłkarski i piłkarz, który występował na pozycji bramkarza.

## Kariera piłkarska
Rozpoczął swoją piłkarską karierę w Szydłowiance Szydłowiec. Następnie wyjechał na studia, gdzie grał w AZS AWF Warszawa, z którym awansował do III ligi. Później trafił do Legionovii, jednak dosyć szybko doznał ciężkiej kontuzji, która spowodowała u niego problemy z chodzeniem. Młody piłkarz nie miał pieniędzy na operację, dlatego w 1993 roku, mając 23 lat, zrezygnował z występów na boisku.

## Kariera trenerska

### Praca z młodzieżą
Karierę trenerską rozpoczął od pracy z młodzieżowym klubem parafialnym Lotto Warszawa. Zajęcia organizował ksiądz, zaś Sasal mu pomagał. Kiedy kapelan został przeniesiony do innej parafii, cała grupa połączyła się z Drukarzem Warszawa. Ze stołecznego zespołu młody szkoleniowiec odszedł kilka miesięcy później.
Następnie rozpoczął pracę z juniorami z Rembertowa. Szybko stworzył silną grupę, która wygrała rozgrywki na Mazowszu, a w mistrzostwach Polski odpadła w półfinale z Amicą Wronki. W drużynie grali wówczas tacy zawodnicy jak Wojciech Trochim czy Kamil Majkowski. Sukces spowodował zwrócenie na siebie uwagi przez prezesów z Mazowieckiego Związku Piłki Nożnej, którzy powierzyli Sasalowi reprezentację województwa. Z grupą rocznika 1989 pracował trzy lata, w przeciągu których zespół zdobył dwa medale mistrzostw Polski. 16 stycznia 2013 roku objął posadę trenera Reprezentacji Polski U-19, z której został zwolniony 22 października 2013.

### Zespoły seniorskie
Do pracy z seniorami namówił Sasala działacz Mazowieckiego Związku Piłki Nożnej, Władysław Stachurski. 1 lipca 2005 objął posadę w GLKS-ie Nadarzyn. Po rundzie jesiennej sezonu 2005/2006 nie doszedł do porozumienia z władzami klubu w sprawie przedłużenia umowy, dlatego w grudniu rozpoczął pracę w Mazurze Karczew. Nowy zespół prowadził przez niecały rok i w tym czasie zajął z nim trzecie miejsce w czwartej lidze mazowieckiej.
W listopadzie 2006 przejął od Zbigniewa Podsiebierskiego trzecioligowe Mazowsze Grójec. Zespół był wówczas na czternastym miejscu w tabeli. Pod wodzą nowego trenera grał lepiej i na dziewiątym miejscu utrzymał się w rozgrywkach. W sezonie 2007/2008 klub miał walczyć o wyższe cele, jednak rozpoczęły się kłopoty finansowe. Z drużyny odeszli kluczowi zawodnicy. W styczniu drużynę opuścił również Sasal.
W styczniu 2008 objął trzecioligowy Dolcan Ząbki. Drużyna była wówczas na czwartym miejscu w tabeli, zaś zarząd postawił mu warunek awansu o jeden szczebel rozgrywkowy. Dolcan przegrał w rundzie wiosennej jedno spotkanie i zrealizował cel. Na początku sezonu 2008/2009 klub miał problemy finansowe, nie dostał licencji i swoich domowych meczów nie mógł rozgrywać w Ząbkach. Pod koniec rundy jesiennej zespół zaczął wygrywać mecze i zakończył ją na barażowym, czternastym miejscu. Zimą doszło do zmian - w zespole wymieniono kilku zawodników. Ostatecznie sezon zakończyli na ósmym miejscu. Latem 2009 przedłużył umowę z opcją odejścia w razie interesującej propozycji. W rundzie jesiennej sezonu 2009/2010 Dolcan uplasował się na czwartym miejscu w lidze, tracąc cztery punkty do miejsca dającego awans do Ekstraklasy. Dotarł również do 1/8 finału Pucharu Polski, gdzie uległ po dogrywce Koronie Kielce.
23 listopada 2009 z Korony Kielce odszedł Marek Motyka. Tego samego dnia zarząd klubu ogłosił, że jego miejsce zajmie Sasal. Szkoleniowiec przebywał jednak na stażu zagranicznym, dlatego w spotkaniu z Ruchem Chorzów zespół prowadził Marcin Gawron. Oficjalny kontrakt z Koroną podpisał 3 grudnia. W przerwie zimowej ściągnął do klubu siedmiu nowych zawodników, w tym Macieja Tataja i Grzegorza Lecha, z którymi pracował w Dolcanie. W rundzie wiosennej prowadzony przez niego zespół wygrał sześć meczów, cztery zremisował i trzy przegrał, co pozwoliło na zajęcie szóstego miejsca w ligowej tabeli.
29 października 2012 został trenerem Podbeskidzia Bielsko-Biała. Funkcję tę sprawował do 3 stycznia 2013. Zespół Górali zajmował wtedy przedostatnie miejsce w Ekstraklasie. W rundzie jesiennej sezonu 2014/2015 prowadził Dolcan Ząbki. 1 lipca 2015 został trenerem Pogoni Siedlce i pełnił tę funkcję do 30 maja 2016.
4 stycznia 2017 został trenerem Motoru Lublin. Potem w latach 2019–2020 trenował Legionovię Legionowo oraz KSZO Ostrowiec Świętokrzyski. 21 października 2021 został trenerem Mazovii Mińsk Mazowiecki i pozostał na stanowisku do 20 czerwca 2023. Z powodu przegrania walki o III ligę, po ostatnim meczu w sezonie podał się do dymisji i został zastąpiony przez Damiana Guzka.
22 czerwca 2023 został ogłoszony nowym trenerem Pogoni Grodzisk Mazowiecki, z którą awansował do II ligi. Był to największy sukces klubu na szczeblu ligowym, bo Pogoń grała w II lidze tylko raz, w sezonie 2021/2022. Beniaminek okazał się wielkim zaskoczeniem, walcząc o awans do I ligi, mimo że władze klubu nie zakładały niczego więcej, niż walka o utrzymanie.
1 lipca 2025 rozpoczął pracę w ŁKSie Łomża.

## Statystyki
Stan na 30 marca 2025.
| Drużyna                      | Kraj   | Od                   | Do                   | Wyniki | Wyniki | Wyniki | Wyniki | Wyniki  | Wyniki   |
| Drużyna                      | Kraj   | Od                   | Do                   | M      | Z      | R      | P      | % zwyc. | pkt/mecz |
| ---------------------------- | ------ | -------------------- | -------------------- | ------ | ------ | ------ | ------ | ------- | -------- |
| GLKS Nadarzyn                | Polska | 1 lipca 2005         | 5 grudnia 2005       | 19     | 11     | 5      | 3      | 57,89   | 2,00     |
| Mazur Karczew                | Polska | 14 grudnia 2005      | 24 października 2006 | 33     | 17     | 6      | 10     | 51,51   | 1,73     |
| Mazowsze Grójec              | Polska | 15 listopada 2006    | 4 stycznia 2008      | 32     | 12     | 8      | 12     | 37,50   | 1,37     |
| Dolcan Ząbki                 | Polska | styczeń 2008         | listopad 2009        | 71     | 32     | 20     | 19     | 45,07   | 0,84     |
| Korona Kielce                | Polska | 3 grudnia 2009       | 12 maja 2011         | 45     | 16     | 13     | 16     | 35,55   | 1,40     |
| Pogoń Szczecin               | Polska | 1 lipca 2011         | 10 kwietnia 2012     | 24     | 13     | 5      | 6      | 54,17   | 1,83     |
| Podbeskidzie Bielsko-Biała   | Polska | 29 października 2012 | 3 stycznia 2013      | 6      | 1      | 1      | 4      | 16,67   | 0,67     |
| Dolcan Ząbki                 | Polska | 23 czerwca 2014      | 17 grudnia 2014      | 19     | 5      | 11     | 3      | 26,31   | 1,37     |
| Pogoń Siedlce                | Polska | 1 lipca 2015         | 30 maja 2016         | 33     | 6      | 9      | 18     | 18,18   | 0,81     |
| Motor Lublin                 | Polska | 4 stycznia 2017      | 16 kwietnia 2018     | 38     | 27     | 5      | 6      | 71,05   | 2,26     |
| Legionovia Legionowo         | Polska | 1 stycznia 2019      | 16 września 2019     | 26     | 16     | 1      | 9      | 61,55   | 1,88     |
| KSZO Ostrowiec Świętokrzyski | Polska | 21 grudnia 2019      | 7 września 2020      | 8      | 3      | 0      | 5      | 37,50   | 1,13     |
| Mazovia Mińsk Mazowiecki     | Polska | 21 października 2021 | 20 czerwca 2023      | 61     | 44     | 5      | 12     | 72,13   | 2,24     |
| Pogoń Grodzisk Mazowiecki    | Polska | 22 czerwca 2023      | obecnie              | 60     | 43     | 11     | 6      | 71,67   | 2,33     |